# Afonso Pena (navio)
O vapor  Afonso Pena  foi um navio brasileiro de carga e de passageiros, afundado em 2 de março de 1943, pelo submarino italiano Barbarigo, no litoral do estado da Bahia, ao largo de Porto Seguro.
Foi o vigésimo-oitavo navio brasileiro atacado na Segunda Guerra e o quarto mais mortífero a suceder-se, desde os afundamentos de agosto de 1942, com 125 mortos, dentre tripulantes e passageiros.
Pertencia à Companhia de Navegação Lloyd Brasileiro e era comandado, na ocasião, pelo Capitão-de-Longo-Curso Euclides de Almeida Basílio.

## O navio e sua história
O navio fora construído em 1910 no estaleiro Workman, Clark & Co. , de Belfast, na Irlanda do Norte e, entregue no mesmo ano, sob o nome Minas Gerais, ao Lloyd Brasileiro, seu primeiro e único proprietário. À época de sua aquisição, a companhia de navegação brasileira ainda se encontrava sob propriedade privada e havia comprado vários navios novos, o que lhe acarretou um crescente endividamento, e a subsequente encampação pelo governo em 1913.
Em 1923, recebeu o número 75 da frota 1910-1943, com registro no Porto do Rio de Janeiro, e rebatizado de Afonso Pena, em homenagem a Afonso Augusto Moreira Pena, ex-presidente brasileiro.
Possuía 112,2 metros de comprimento, 14,8 metros de largura e 4,9 metros de calado. Construído em casco de aço, para o transporte de carga e de passageiros, tinha 3.540 toneladas de arqueação bruta, propelidas por um motor a vapor de tripla expansão acoplado a uma hélice, o que lhe conferia uma potência de 540 HP. Levando-se em conta a tonelagem e a propulsão - comparadas aos navios de fabricação contemporânea - estima-se que sua velocidade alcançava 10 nós.

## O afundamento
O navio, comandado pelo Capitão-de-Longo-Curso Euclides de Almeida Basílio, havia partido dias antes, da Amazônia em direção ao sul do Brasil, com destino final no Rio de Janeiro, tendo feito escalas em Manaus, Belém, São Luís, Fortaleza e Recife, e levando 242 pessoas, entre tripulantes e passageiros.
No dia 1º de março, a embarcação desgarra-se do comboio de navios que seguia sob o pretexto de não conhecer a rota utilizada. Por ter tornado-se um alvo fácil, no dia seguinte, por volta das 19 horas, na região do Arquipélago de Abrolhos, a aproximadamente 250 km de Porto Seguro, o vapor foi torpedeado pelo submarino italiano Barbarigo — comandado pelo Capitão-Tenente Roberto Rigoli –, o mesmo u-boot, que atacara o cargueiro Comandante Lira, em maio do ano anterior.
Depois do torpedeamento, com a confusão reinante a bordo, foi impossível parar as máquinas. A proa do navio começou a afundar e as baleeiras arriadas acabaram deslizando ao longo do costado do barco até chegar às hélices em movimento. Assim, muitos dos que tentavam se salvar acabaram morrendo despedaçados.
Morreram 33 tripulantes e 92 passageiros, num total de 125 pessoas. Dos 117 sobreviventes, alguns foram salvos pelo navio petroleiro norte-americano Tennessee e outros conseguiram chegar à praia de Porto Seguro na Bahia.
Na mesma area em que foi afundado o Afonso Pena, outros quatro navios foram torpedeados nos primeiros dias de março — dois norte-americanos, um holandês e um sueco — o que comprovava que os submarinos do Eixo ainda atuavam no Atlântico Sul, apesar da sensível melhora nos sistemas de defesa submarina.